# 圖古尼
圖古尼（法語：Tougouni），是馬里的城鎮，位於該國西部，由庫利科羅區的庫利科羅省負責管轄，面積746平方公里，海拔高度318米，2009年人口12,563，人口密度每平方公里16.84人。
13°13′N 7°12′W / 13.217°N 7.200°W